# پادشاهی مجارستان (۱۹۲۰–۱۹۴۶)
پادشاهی مجارستان (به مجاری: Magyar Királyság) از سال ۱۹۲۰ تا ۱۹۴۶ به عنوان کشوری تحت امر نایب‌السلطنه وجود داشت. میکلوش هورتی به صورت رسمی نماینده سلطنت مجارستان از کارل چهارم شد. تلاش کارل چهارم برای بازگشت به تاج‌وتخت با تهدید به جنگ از طرف کشورهای همسایه و با عدم حمایت از طرف هورتی ناکام ماند.

این کشور با توجه به نظر برخی از مورخان از سال ۱۹۳۸ تا ۱۹۴۴ دست‌نشاندهٔ آلمان نازی بوده‌است. پادشاهی مجارستان تحت نیابت هورتی در طول جنگ جهانی دوم، بیشتر در طرف نیروهای محور قرار داشت. پس از هورتی مجارستان از جنگ کنار کشید و مجارستانی که توسط آلمان نازی و هورتی اشغال شده بود، سرنگون شد. رهبر حزب صلیب فلش فرنتس سالاشی یک دولت با حمایت نازی را بنا نهاد که به صورت رسمی مجارستان تبدیل به یک دولت دست‌نشانده شد. پس از جنگ جهانی دوم پادشاهی مجارستان توسط شوروی سقوط کرد. در سال ۱۹۴۶ دومین جمهوری مجارستان تحت حمایت شوروی تأسیس شد. در سال ۱۹۴۹، جمهوری کمونیستی خلق مجارستان تأسیس شد.

## تشکیل
پس از انحلال و تجزیهٔ اتریش-مجارستان پس از جنگ جهانی اول، جمهوری دموکراتیک مجارستان و پس از آن جمهوری شوروی مجارستان در سال‌های ۱۹۱۸ و ۱۹۱۹، به ترتیب اعلام شدند. دولت کمونیستی کوتاه مدت بلا کان که به جنگ مجارستان-رومانی منجر شده بود، در سال ۱۹۲۰ به یک دوره جنگ داخلی خشن توسط سلطنت طلبان و ضدکمونیست‌ها برای پاکسازی کمونیست‌ها، روشنفکران چپ و برخی گروه‌های خطرناک دیگر به خصوص یهودیان تبدیل شد. به این دوره ترور سفید گفته می‌شود. در سال ۱۹۲۰، پس از خروج آخرین نیروهای اشغالگر رومانیایی، پادشاهی مجارستان دوباره بازسازی شد.

در ۲۹ فوریه ۱۹۲۰ ائتلافی از نیروهای سیاسی جناح راست متحد خواستار بازگشت مجارستان به پادشاهی مشروطه شدند. با این حال مشخص بود که متفقین بازگشت کارل چهارم را قبول نمی‌کنند. با توجه به گسترش ناآرامی‌ها برای انتخاب پادشاه جدید، تصمیم به انتخاب نایب‌السلطنه برای نیابت از سلطنت شد. میکلوش هورتی آخرین دریابد نیروی دریایی اتریش-مجارستان در این جایگاه در یکم مارس انتخاب شد و ساندور سیمونی سامادان نخستین نخست‌وزیر وی شد.

## حکومت

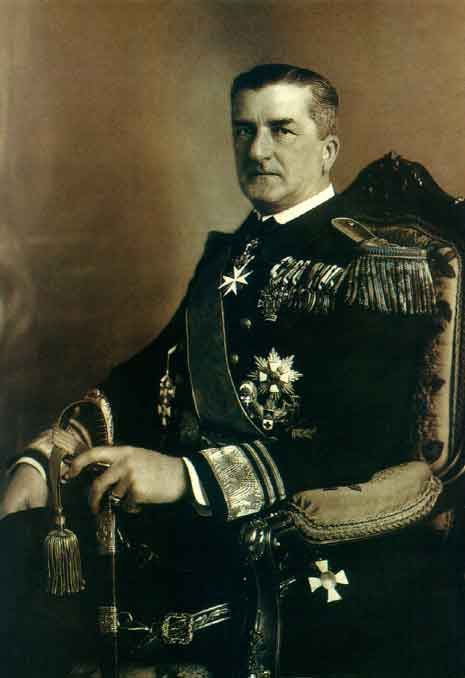
میکلوش هورتی

حکومت هورتی به عنوان نایب‌السلطنه از ویژگی‌هایی برخوردار بود که می‌توان آن را به یک حکومت دیکتاتوری تقسیر کرد. در مقابل، او قدرت خود را ادامه قدرت قانونی امپراتوری اتریش می‌دانست، وی نخست‌وزیر مجارستان را منصوب می‌کرد.

در ده سال ابتدای حکومت وی به سرکوب اقلیت‌های مجاری پرداخت. در سال ۱۹۲۰ قانون نومرو کلاسوس به صورت رسمی محدودیت‌های برای اقلیت‌ها ایجاد کرد که به ورود به دانشگاه و اجازه تنبیه بدنی می‌توان اشاره نمود. اگرچه این قانون به ظاهر باعث برابری بین همه اقلیت‌ها می‌شد اما قانون اقدامات ضدیهودی را پنهان می‌کرد. در دوران وزارت ایستوان بتلر نظام انتخاباتی به جز در بوداپست تغییر یافت. حزب سیاسی بتلر که حزب وحدت نام داشت به صورت مکرر برنده انتخابات شد. این حزب بتلر را برای بازنگری در پیمان تریانون تحت فشار قرار داد. پس از فروپاشی اقتصاد مجارستان از ۱۹۲۹ تا ۱۹۳۱ به دلیل آشفتگی ملی، بتلر از سمت خود کناره‌گیری کرد. در سال ۱۹۳۸ نظام انتخاباتی دوباره بازسازی شد.

در زمان قدرت یولا گومبوش کشور به یک دولت با نظام تک‌حزبی مانند پادشاهی ایتالیا و آلمان نازی تغییر یافت. با فشار آلمان نازی برای یهودستیزی، گومبوش برکنار شد و مجارستان یهودستیزی را تحت عنوان قوانین یهودی دنبال کرد. دولت قانونی وضع کرد که طبق آن یهودیان مجاز به ورود به بیست درصد رشته‌های کاربردی شدند و پس از آن یهودیان قربانی شکست‌های اقتصادی کشور شدند.

## اقتصاد
با استقرار پادشاهی به زودی پس از جنگ جهانی اول و با توجه به از دست دادن نقاط مهم اقتصادی از جمله رومانی، چک‌اسلوواکی و یوگسلاوی در پیمان تریانون کشور دچار رکود اقتصادی، کسری بودجه و تورم بالا خواهد شد. مناطق گرفته شده از مجارستان دارای نقاط کشاورزی و صنعتی مهمی بودند که اقتصاد مجارستان را وابسته می‌کرد. دولت نخست‌وزیر ایستوان بتلن به دلیل بحران اقتصادی و وام‌های کلان از خارج برای دستیابی به ثبات مالی در دهه ۱۹۲۰ با مشکل روبه‌رو بود.

پس از شروع رکود بزرگ در سال ۱۹۲۹ رفاه و رونق اقتصادی کشور با توجه به اثرات شکست بانک اتریشی واقع در وین به سرعت کاهش یافت. از اواسط ۱۹۳۰ تا ۱۹۴۰ پس از بهبود روابط با آلمان، اقتصاد مجارستان از تجارت بهره‌مند گشت. بدین ترتیب اقتصاد مجارستان وابسته به آلمان شد.

## سقوط
با اشغال مجارستان توسط شوروی،  سرنوشت پادشاهی مجارستان به مخاطره افتاد و یک شورای ملی متشکل از رؤسای کشور به جای آن منصوب شد و سلطنت به‌طور رسمی در ۱ فوریه ۱۹۴۶ منحل شد.